# Synagogue de Frankel Leó út
La Synagogue de Frankel Leó út (en hongrois : Frankel Leó úti zsinagóga), connue également sous les noms de synagogue Frankel ou synagogue d'Újlak est une synagogue située dans le quartier d'Újlak, dans le 2e arrondissement de Budapest en Hongrie.

## Description
Conçue par Alexandre Fellner en lieu et place d'une ancienne salle de prière. Progressivement, des logements et des commerces se construisent de plain pied autour de l'édifice en briques rouges. En 1928, la communauté juive de Buda décide d'augmenter la hauteur des bâtisses alentour en érigeant à leur place un immeuble locatif, avec une ouverture sur le Danube, laissant ainsi apparaître la façade Est de la synagogue. C'est dans ces nouveaux locaux que s'étaient d'ailleurs installés les scouts juifs Vörösmarty. Utilisée comme une grange pendant la Seconde Guerre mondiale, la synagogue a été rénovée en 2000 sans pour autant retrouver son aspect originel.